# Azerbaijan Airlines
Azerbaijan Airlines (AZAL, Azerbeidzjaans: Azərbaycan Hava Yolları) is een luchtvaartmaatschappij gestationeerd in de Azerbeidzjaanse hoofdstad Bakoe. Het is de nationale luchtvaartmaatschappij van Azerbeidzjan en is eigendom van de overheid. Het vervoert personen en goederen van Bakoe naar de voormalige Sovjet-Unie, Europa, China en het Midden-Oosten. De thuisbasis van AZAL is Heydar Aliyev International Airport (GYD). De maatschappij werd opgericht en startte haar vluchten op 7 april 1992. Azerbaijan Airlines heeft AZAL Avia Cargo als dochteronderneming en heeft 4280 werknemers.

## Diensten
Buitenlandse bestemmingen van Azerbaijan Airlines (juli 2007): Aktau, Ankara, Antalya, Dubai, Istanboel, Kabul, Londen, Milaan, Mineralnye Vody, Moskou, Parijs, Sint-Petersburg, Tbilisi, Teheran, Tel Aviv, Oefa, en Wenen.

## Vloot
De vloot van Azerbaijan Airlines bestaat uit de volgende vliegtuigen (oktober 2023):
- 4 Airbus A319-100
- 6 Airbus A320-200
- 2 Airbus A340-500
- 1 Boeing 757-200
- 2 Boeing 767-300
- 2 Boeing 787-800
- 7 Embraer 190

## Ongevallen en incidenten
- Op 5 december 1995 maakte vlucht A-56, een Tupolev Tu-134B-3, een retourvlucht tussen Bakoe en Nachitsjevan. Bij de terugvlucht naar Bakoe en tijdens het klimmen bij 60 meter hoogte viel motor nr. 1 uit. De co-piloot reageerde door de linkerbocht tegen te gaan. De gezagvoerder nam vervolgens de besturing van het vliegtuig over. Omdat de co-piloot de linkerbocht had tegengegaan, wist de gezagvoerder niet dat het de linkermotor was die was uitgevallen. Hij gaf opdracht de rechtermotor uit te schakelen. Acht seconden later meldde de boordwerktuigkundige dat beide motoren waren uitgevallen. Het vliegtuig had een hoogte van 197 m bereikt en de snelheid was afgenomen tot 290 km/u. De gezagvoerder besloot daarop een noodlanding uit te voeren. Hij nam vervolgens een scherpe bocht naar rechts om een flatgebouw te ontwijken. Met een daalsnelheid van 10 m/s stortte het vliegtuig neer in een veld in de zuidwestelijke buitenwijken van Nachitsjevan, 3.850 m van de landingsbaan, waarbij 2 bemanningsleden en 50 passagiers omkwamen. 30 passagiers raakten gewond.  De ergonomie van de cockpit van de Tu-134B droeg bij aan het ongeval, omdat de instrumenten van de boordingenieur slecht zichtbaar zijn bij weinig licht. Later werd geconcludeerd dat de motor het begaf omdat hij meer dan 30 uur had gewerkt met een niet gerepareerd defect.
- Azerbaijan Airlines-vlucht 8243, een Embraer 190, stortte op 25 december 2024 met 67 inzittenden neer bij een noodlanding in Aqtau, Kazachstan. Er waren overlevenden.